# Tortilla (Spanien)

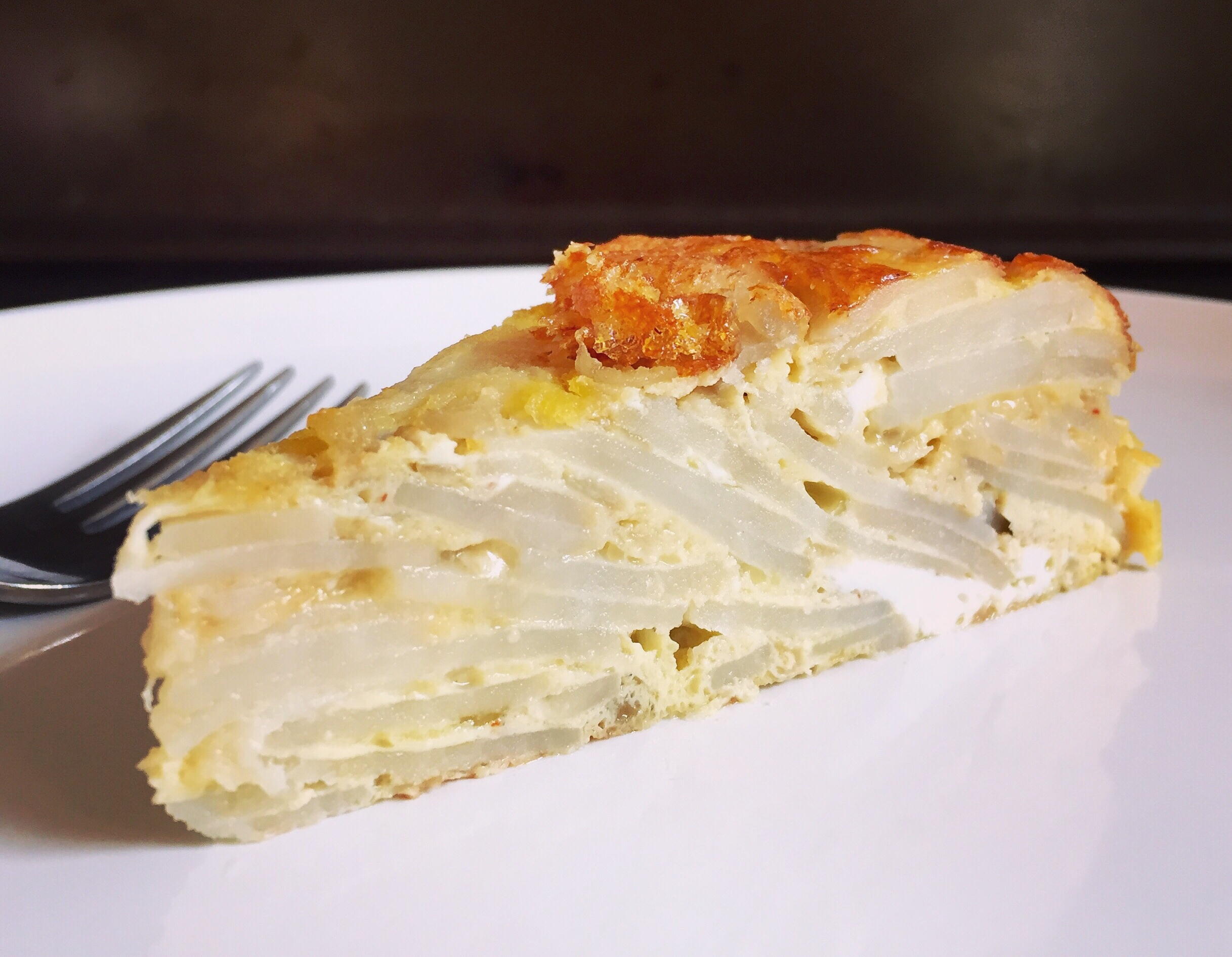
Tortilla de patatas (Tortilla mit Kartoffeln)

Eine Tortilla [tɔrˈtiʎa] ist ein spanisches Omelett aus Eiern mit Kartoffeln und Zwiebeln. Sie wird zur Unterscheidung von der Tortilla francesa, die keine Kartoffeln enthält, als Tortilla española oder Tortilla de patatas (Kartoffel-Tortilla) bezeichnet. 
Sie ist nicht zu verwechseln mit dem gleichnamigen mexikanischen Fladenbrot.
Durch die landesweite Verbreitung dieses Gerichtes und die einfache Zubereitung kann sie neben der Paella und der Gazpacho als spanisches Nationalgericht angesehen werden. Während die Paella vor allem verbreitet ist, weil sie von Touristen als Nationalgericht erwartet wird (aber eigentlich ein valenzianisches Gericht ist), ist die Tortilla bei Einheimischen in ganz Spanien bekannt und wird auch abgepackt in Supermärkten angeboten.

## Zubereitung
Bei der traditionellen Zubereitung werden zunächst Kartoffelscheiben und Zwiebelwürfel in reichlich Olivenöl gebraten. Sobald diese mindestens halbgar sind, werden Eier (verquirlt und gesalzen) hinzugegeben. Alles wird vermengt und in einer Pfanne langsam durchgegart, bis die Eier gestockt sind und die Tortilla eine feste Form erhält. Die fertige Tortilla wird dann ähnlich wie ein Kuchen gestürzt.

## Varianten
Die Tortilla kann durch Zugabe verschiedener Zutaten wie beispielsweise Gemüse, Fisch oder Wurst variiert werden. Das Ur-Rezept der Tortilla de patatas verwendet ausschließlich Kartoffeln, Eier, Olivenöl und Salz. Die heute populäre Madrider Variante enthält zusätzlich Zwiebeln und manchmal Knoblauch. In Katalonien wird der Tortilla immer reichlich Knoblauch zugegeben.
Ein ähnliches deutsches Gericht ist das Bauernfrühstück.

## Herkunft/Ursprung

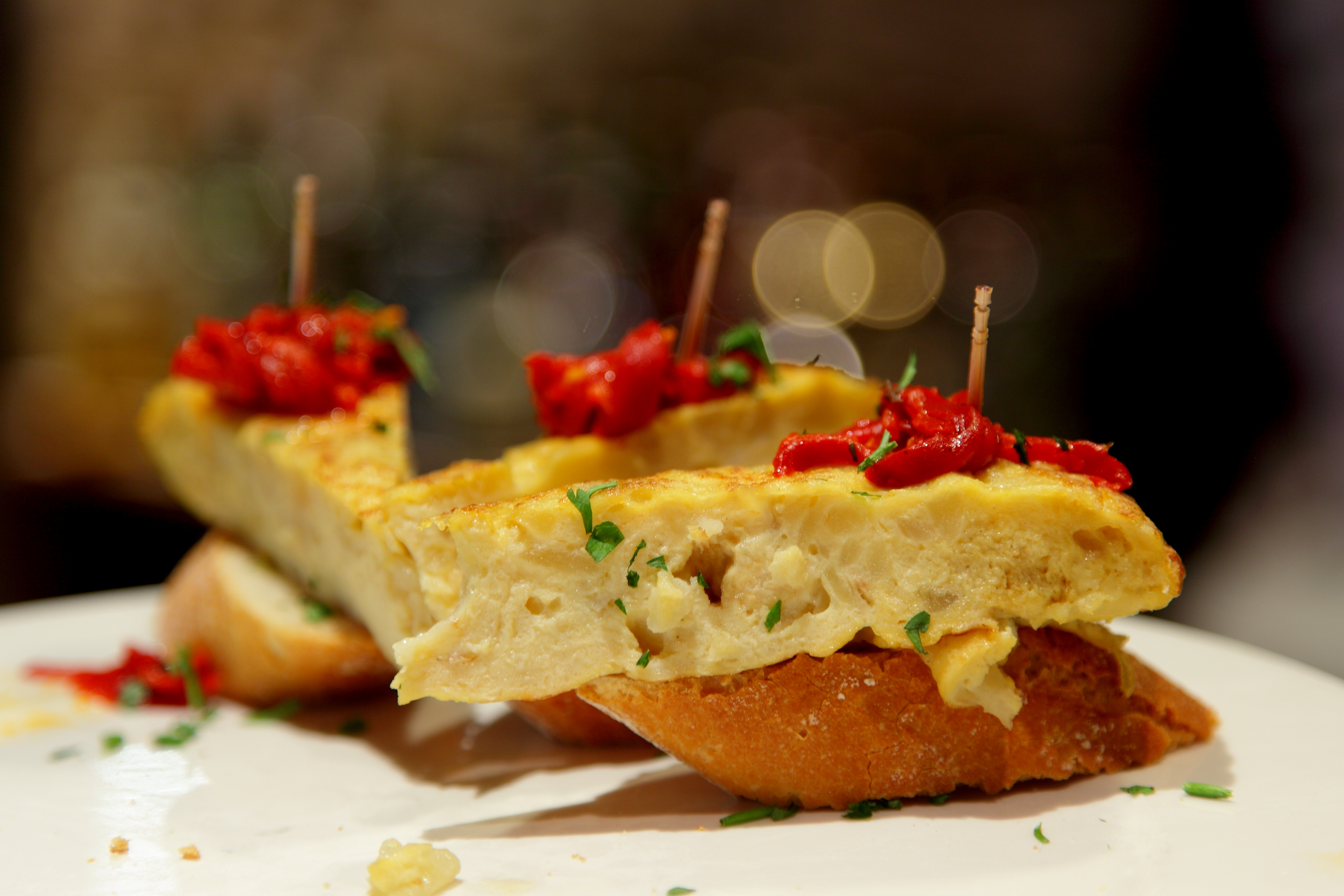
Pinchos de tortilla (Pinchos mit Tortilla)

Die Herkunft der Tortilla ist nicht genau bekannt. Sie ist bereits zu Beginn des 17. Jahrhunderts in den Kladden von Francisco Martínez Montiño dokumentiert und hieß zunächst Tortilla de cartuja. Diese von Kartäusermönchen erdachte Variation wurde mit Sahne zubereitet. Eine weitere Variation aus der Rezeptsammlung von Montiño ist die Tortilla de agua. Dabei kommen einige Tropfen Wasser in die Pfanne, nachdem das Olivenöl abgegossen wurde und bevor die Eier eingerührt werden. Diese Zubereitungsart gilt als Ursprung der heute in Spanien als französisch bezeichneten Tortilla (Tortilla francesa).
Eine Legende besagt, dass die Tortilla de patatas im 19. Jahrhundert während der Karlistenkriege von einer Bäuerin in Navarra erfunden wurde. Auf dem Hof war der General Zumalacárregui untergebracht und die Bäuerin musste dem Militär eine Mahlzeit zubereiten, hatte jedoch außer Kartoffeln, Eiern und Zwiebeln keine weiteren Nahrungsmittel vorrätig. In dieser Notsituation bereitete sie dem General die erste Tortilla de patatas.
Die Tortilla de patatas wird zum ersten Mal 1817 im Zusammenhang mit der Provinz Navarra in einem anonymen Brief an das spanische Parlament beschrieben, in dem über die schlechten Lebensbedingungen der navarresischen Bauern berichtet wird.